# Мелтон, Сид
Сид Ме́лтон (англ. Sid Melton; 1917, Нью-Йорк — 2011, Бербанк) — американский актёр кино и телевидения.

## Биография
Сидни Мельцер (настоящее имя актёра) родился 22 мая 1917 года в Бруклине в еврейской семье. Его отец, Изидор Мельцер, был театральным комиком, старший брат, Льюис (1911—1995), — сценаристом, именно он и помог Сиду войти в Голливуд. Сам Сидни впервые появился на театральных подмостках в 1939 году, с 1941 года начал сниматься в кино, с 1949 года — в Голливуде. Во время Второй мировой войны ездил за границу с выездным театром для американских солдат. С 1954 года начал появляться на телевидении, всего за 58 лет своей кино-карьеры Сид Мелтон снялся в 142 фильмах и сериалах. Несмотря на то, что большинство его персонажей были комедийными, сам Мелтон всегда отказывался называть себя комиком.
В 1940-х годах Мелтон был женат, но этот брак был аннулирован. Скончался актёр 2 ноября 2011 года от пневмонии, похоронен на кладбище «Гора Синай» в Лос-Анджелесе.

## Избранная фильмография

### Широкий экран
- 1941 — Город Нью-Йорк / New York Town — Баркер (в титрах не указан)
- 1941 — Тень тонкого человека[англ.] / Shadow of the Thin Man — Фингерс (в титрах не указан)
- 1942 — Блондинка идёт в колледж[англ.] / Blondie Goes to College — «Мышь» Гиффорд (в титрах не указан)
- 1942 — Каир[англ.] / Cairo — рядовой Шварц (в титрах не указан)
- 1943 — Уникальный шанс[англ.] / The Chance of a Lifetime — Бенни Хайнс (в титрах не указан)
- 1946 — Напряжение[англ.] (Беспокойство; Саспенс) / Suspense — Смайлс (в титрах не указан)
- 1947 — Тело и душа / Body and Soul — Рингсайдер (в титрах не указан)
- 1947 — Гангстер / The Gangster — менеджер сцены (в титрах не указан)
- 1949 — Стучись в любую дверь / Knock on Any Door — «Косоглазый» Зински (в титрах не указан)
- 1949 — Белое каление / White Heat — Расселл Хьюз (в титрах не указан)
- 1949 — Увольнение в город / On the Town — Спад (в титрах не указан)
- 1951 — Стальной шлем / The Steel Helmet — Джо
- 1951 — Лемон Дроп Кид[англ.] / The Lemon Drop Kid — «Маленький Луи»
- 1951 — Затерянный континент[англ.] / Lost Continent — сержант Вилли Татлоу
- 1956 — Больше чем жизнь / Bigger Than Life — таксист (в титрах не указан)
- 1957 — Швейные джунгли[англ.] / The Garment Jungle — рабочий-швея (в титрах не указан)
- 1957 — Долгожданная ночь[англ.] / This Could Be the Night — таксист (в титрах не указан)
- 1957 — Создавая женщину[англ.] (Модельерша) / Designing Woman — Милти (в титрах не указан)
- 1957 — Бо Джеймс[англ.] / Beau James — Сид Нэш
- 1957 — Джокер[англ.] / The Joker Is Wild — Racetrack Runner (в титрах не указан)
- 1958 — Мальчик-гейша[англ.] / The Geisha Boy — таксист (в титрах не указан)
- 1958 — Тоннель любви[англ.] / The Tunnel of Love — водитель грузовика (в титрах не указан)
- 1958 — Флибустьер[англ.] / The Buccaneer — житель Кентукки
- 1959 — Псевдоним — Джесси Джеймс[англ.] / Alias Jesse James — драчун в нью-йоркском баре (в титрах не указан)
- 1959 — Поколение битников[англ.] / The Beat Generation — Карлотти, полицейский (в титрах не указан)
- 1959 — Атомная подводная лодка[англ.] / The Atomic Submarine — Честер Таттл, йомен
- 1960 — Рассвет и закат Легза Даймонда[англ.] / The Rise and Fall of Legs Diamond — «Маленький Оги» (в титрах не указан)
- 1972 — Леди поёт блюз / Lady Sings the Blues — Джерри
- 1975 — Шейла Левайн умерла и живёт в Нью-Йорке[англ.] / Sheila Levine Is Dead and Living in New York — Мэнни

### Телевидение
- 1958 — Альфред Хичкок представляет / Alfred Hitchcock Presents — таксист (в 1 эпизоде)
- 1959—1964, 1970—1971 — Освободите место для папочки[англ.] / Make Room for Daddy — Чарли Халпер (в 100 эпизодах)
- 1960—1961 — Отец-холостяк[англ.] / Bachelor Father — Гарри (в 4 эпизодах)
- 1965—1969 — Зелёные просторы / Green Acres — Альф Монро / Ларри Монро / Эд Фергюсон (в 31 эпизоде)
- 1966—1969 — Гомер Куча, морпех[англ.] / Gomer Pyle, U.S.M.C. — «Дружелюбный Фредди» (в 4 эпизодах)
- 1987—1991 — Золотые девочки / The Golden Girls — Сальвадоре Петрилло / Дон Дурак (в 8 эпизодах)
- 1993—1995 — Пустое гнездо / Empty Nest — мистер Паркер / Гораций / Мужчина (в 5 эпизодах)